# Dominator (U.D.O.)
| Recensione             | Giudizio |
| ---------------------- | -------- |
| AllMusic               |          |
| Encyclopaedia Metallum | 78/100   |
| Truemetal              | 78/100   |
| Metallized             | 65/100   |

Dominator è il dodicesimo album in studio del gruppo musicale tedesco U.D.O., pubblicato il 21 agosto 2009.

## Descrizione
Il disco è stato preceduto dall'EP Infected.
Nella canzone "Devil's Rendezvous", è ospite come chitarrista l'ex componente Mathias Dieth.

## Tracce
CD standard
1. The Bogeyman
2. Dominator
3. Black and White
4. Infected
5. Heavy Metal Heaven
6. Doom Ride
7. Stillness of Time
8. Devil's Rendezvous
9. Speed Demon
10. Whispers In the Dark
11. Black and White (video)

LP Germania
1. The Bogeyman
2. Dominator
3. Black and White
4. Infected
5. Heavy Metal Heaven
6. Doom Ride
7. Stillness of Time
8. Devil's Rendezvous
9. Speed Demon
10. Whispers In the Dark

CD limited edition
1. The Bogeyman
2. Dominator
3. Black and White
4. Infected
5. Heavy Metal Heaven
6. Doom Ride
7. Stillness of Time
8. Devil's Rendezvous
9. Pleasure in the Darkroom
10. Speed Demon
11. Whispers In the Dark
12. Black and White (video)

CD Giappone
1. The Bogeyman
2. Dominator
3. Black and White
4. Infected
5. Heavy Metal Heaven
6. Doom Ride
7. Stillness of Time
8. Devil's Rendezvous
9. Bleeding Heart
10. Speed Demon
11. Whispers In the Dark
12. Black and White (video)

## Formazione
- Udo Dirkschneider - voce
- Stefan Kaufmann - chitarra
- Igor Gianola - chitarra
- Fitty Wienhold - basso
- Francesco Jovino - batteria

### Altri musicisti
- Mathias Dieth - chitarra (Devil's Rendezvous)